# Llanmaes (Vale of Glamorgan)
Llanmaes ist ein kleiner Ort in Wales im Vale of Glamorgan.

## Geographie
Llanmaes liegt in Wales im Vale of Glamorgan (Tal von Glamorgan) am Llanmaes Brook,
Koordinaten: 51.416667°N −3.466667°W, Höhe 37 Meter.

## Politik

### Verwaltung
Die Community Llanmaes ist im Vereinigten Königreich dem Land Wales zugehörig.
Die gesamtstaatliche Verwaltungseinheit (ceremonial county) ist South Glamorgan.

### Vertretung
Die Einwohner von Llanmaes werden vertreten von einem Gemeinderat mit sieben Mitgliedern sowie im House of Commons über den Wahlkreis Vale of Glamorgan und im walisischen Regionalparlament von dem Vertreter von Vale of Glamorgan.

## Geschichte

### Frühgeschichte

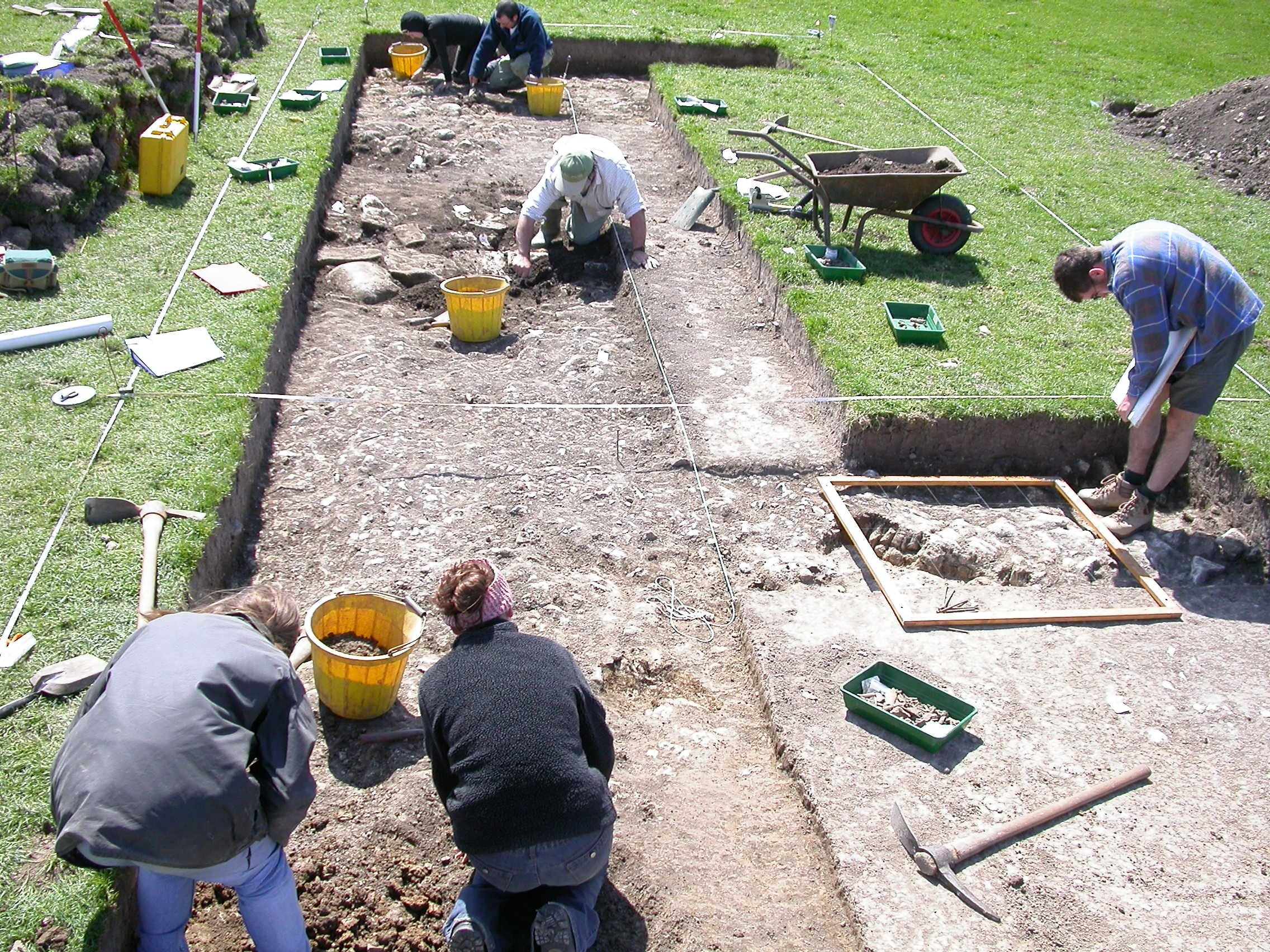
Grabungsfeld in Llanmaes

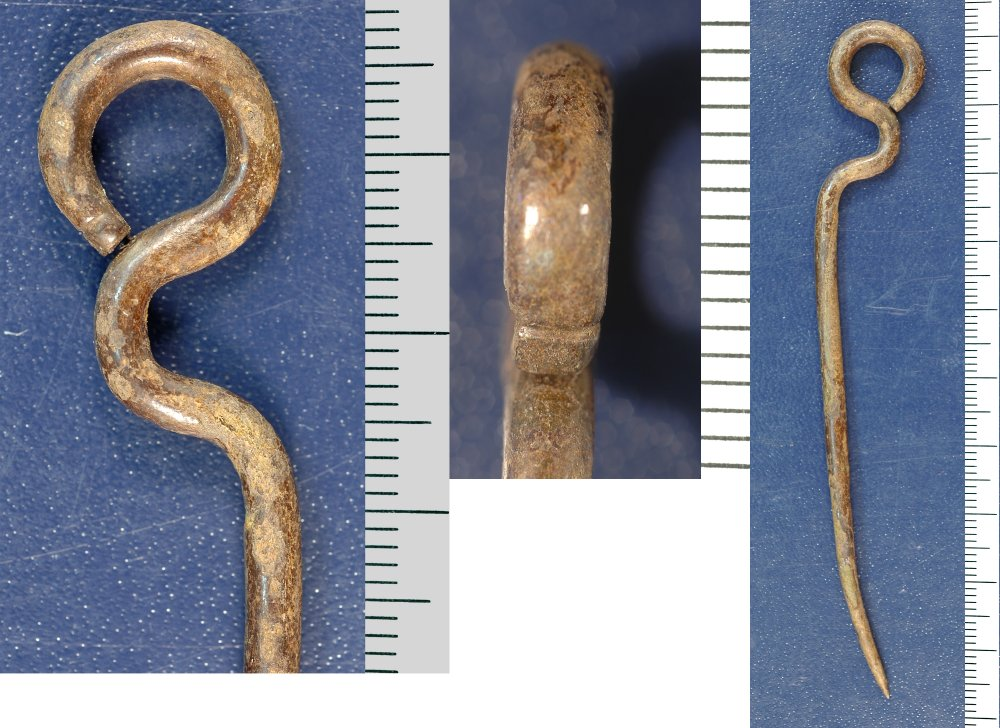
Ringkopfnadel, Durchmesser: 4 mm

Aus dem Neolithikum und Mesolithikum wurden Grabungsfunde geborgen. Auch die Besiedelung von Llanmaes zu Beginn der Eisenzeit (800-600 v. Chr.) wurde durch Funde nachgewiesen. Die Bewohner pflegten während der Eisenzeit jahrhundertelang, bei feierlichen Zusammenkünften Schweinefleisch zu verzehren, das ausschließlich vom rechten Vorderlauf stammte, und das, obwohl Schweinefleisch nicht das allgemein bevorzugte Fleisch war. „Diese Feste mögen eine Zeit der Solidarität dargestellt haben, als sich die Menschen zusammenfanden, genau wie es ihre Väter und die Väter ihrer Väter getan hatten“ sagt Dr. Richard Madgwick aus Cardiff vom Nationalmuseum von Wales, das Ausgrabungsfunde aus Llanmaes beherbergt.

### Römerzeit

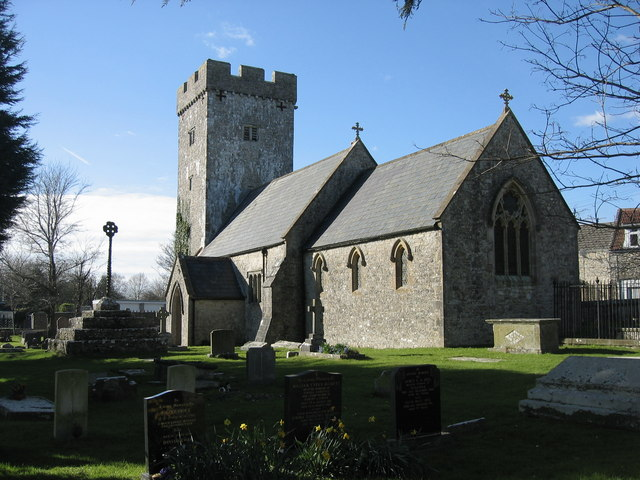
St.Cattwg's Church, Llanmaes

Ein römisches Kastell, von dem noch Reste zu sehen sind, befand sich am Ortsrand von Llanmaes.

### Mittelalter
Im Mittelalter, um 1234, wurde die jetzige St.-Cattwg-Kirche erbaut. Die Kirche ist benannt nach St. Cadoc (auch „Cadog“, in mittelalterlichem Latein „Cadocus“, im Walisischen „Cattwg“ genannt), einem keltischen Heiligen des sechsten Jahrhunderts. Es wird vermutet, dass bereits im 5. oder 6. Jahrhundert in Llanmaes eine keltische Kirche existierte. Die erste schriftliche Erwähnung war 1254. In den späteren Jahrhunderten erfolgten weitreichende Umbauten. Der Turm entstand 1632. Das Innere der Kirche birgt einen normannischen, gemeißelten Taufstein mit verziertem Rand, wahrscheinlich aus dem 12. Jahrhundert. Der untere Teil des Lettners ist viktorianischen Ursprungs, der obere Teil stammt jedoch aus dem späten Mittelalter und schließt einen Teil des ursprünglichen Lettners aus dem 15. Jahrhundert ein. Reste einer mittelalterlichen Wandmalerei sind an der Nordmauer der Kirche zu finden, die vom Courtauld Institute of Art als präreformatorische Darstellung von St. Georg und dem Drachen, der Prinzessin und ihrer Eltern gewertet wird.
Das Malefant Castle ist ein Baudenkmal bestehend aus den Überresten eines mittelalterlichen befestigten Herrenhauses, bzw. einer Burg, der Familie De Malefant. Es befindet sich am südlichen Ortseingang, an einem sanften, nach Südwesten gerichteten Hang, 50 m über dem Meeresspiegel, mit Blick auf den Llanmaes Brook und besteht aus dem zerstörten rechteckigen Mauerwerksturm aus Blue-Lias-Kalkstein mit den Außenmaßen 14,4 m mal 8,4 m. Die Befestigung diente im Spätmittelalter der Verteidigung.

## Gegenwart
1879 wurde der spätere Botaniker und Afrikaforscher Illtyd Buller Pole-Evans in dem Ort geboren.
Heute ist Llanmaes ein Ort mit etwa 50 Häusern und 400 Einwohnern, die von der Landwirtschaft, vom Tourismus der Küste des Bristolkanals und Arbeitsplätzen in der Umgebung leben.
Nahe Llanmaes (2,6 km) befindet sich der St.-Athan-Flughafen, (ICAO: EGDX; IATA: DGX) des britischen Verteidigungsministeriums (Ministry of Defence). Er war der ausgewiesene Standort für die neue Verteidigungsakademie des Vereinigten Königreichs, was Arbeitsplätze für die Region versprach. Das Programm wurde jedoch am 19. Oktober 2010 abgesagt. Auf dem Gelände werden Ingenieure des Bodenpersonals ausgebildet. DGX Athan ist Basis der 4. School of Technical Training, die der Personalweiterbildung aller drei Militärbereiche und des zivilen Personals des Verteidigungsministeriums dient. Außerdem befindet sich hier die Luftstaffel der Freiwilligen Reserve der University of Wales.
Das Dorf gewann schon achtmal den Wettbewerb für das gepflegteste Dorf im Vale of Glamorgan (1973, 1996, 1997, 1998, 2000, 2001, 2008 und 2009). 1997 gewann es darüber hinaus den Preis „National Village of the Year (Community Life category)“.
Die einzige verbliebene Gaststätte liegt gegenüber der Schmiede und nennt sich „The Blacksmiths Arms“.